# Plesiotrochus crinitus
Plesiotrochus crinitus is een slakkensoort uit de familie van de Plesiotrochidae. De wetenschappelijke naam van de soort is voor het eerst geldig gepubliceerd in 1930 door Thiele.